# Румянцевская опись
«Румянцевская опись» — перепись населения, с его движимым и недвижимым имуществом, произведенная в Малороссии по распоряжению графа П. А. Румянцева, на основании инструкции, данной ему императрицей Екатериной II при назначении на должность малороссийского генерал-губернатора.
Приехав в Малороссию весной 1765 г., Румянцев целое лето употребил на осмотр её; после этого, в сентябре, он предложил малороссийской коллегии произвести «генеральную опись» Малороссии. При этом имелось в виду, главным образом, разграничить казачье сословие и крестьянское и определить их имущественное состояние на основании юридических данных.
Главной целью описи являлось увеличение податей для государственной казны. В результате ревизии пресекались переходы свободных крестьян, а за казацкой старшиной закреплялись земельные владения и фактическая власть над зависимыми крестьянами.
Ревизорам, которые должны были произвести описание, был дан ряд инструкций — одна общего содержания и четыре частных — для описи:
1. городов,
2. имений казачьих,
3. владельческих и
4. кормных, урядных и монастырских.

Ревизорами наряжались в каждый повет штаб-, обер- и унтер-офицеры, с писарями и рядовыми; они выгоняли народ, строили его шеренгами и затем делали перепись; так же поступали они и при переписи скота. Описывалось положение поселений по урочищам, перечислялись общественные здания, указывалось число дворов и бездворных хат, с числом в них жителей, здоровых и больных, и с указанием их болезней и увечий; промыслы и ремесла жителей; земли, их доходность и т. п.
В опись входило также перечисление чиновников, сведения о содержании полиции, о безопасности поселения в пожарном отношении, о призрении нищих. Было описано 3 500 населенных пунктов. Опись не была закончена (за исключением Киевского полка) в связи с русско-турецкой войной 1768—1774 годов.
Благодаря широкой программе, Румянцевская Опись сделалась самым важным источником для изучения экономической истории левобережной Малороссии XVII века. Она уцелела не вся; часть её, обнимавшая большую часть Полтавской губернии, сгорела во время пожара в архиве полтавской казённой палаты. Румянцевская опись, обнимающая поднепровские уезды Полтавской губернии, до 1920-х годов находились в библиотеке киевского университета; часть описи, относящаяся к Черниговской губернии, хранится в С.-Петербурге, в библиотеке Императорской академии наук; несколько связок её, относящихся к южной части Полтавской губернии — в харьковском историческом архиве. В 1920-х годах материалы описи сосредоточились в Киевском центральном Архиве древних актов, а затем в Центральном государственном историческом архиве УССР в Киеве и частично в рукописном отделе Центральной научной библиотеки АН УССР.
Всего опись составляет 969 томов; каждый том имеет от 300 до 1000 листов.